# Akkoord van Potsdam

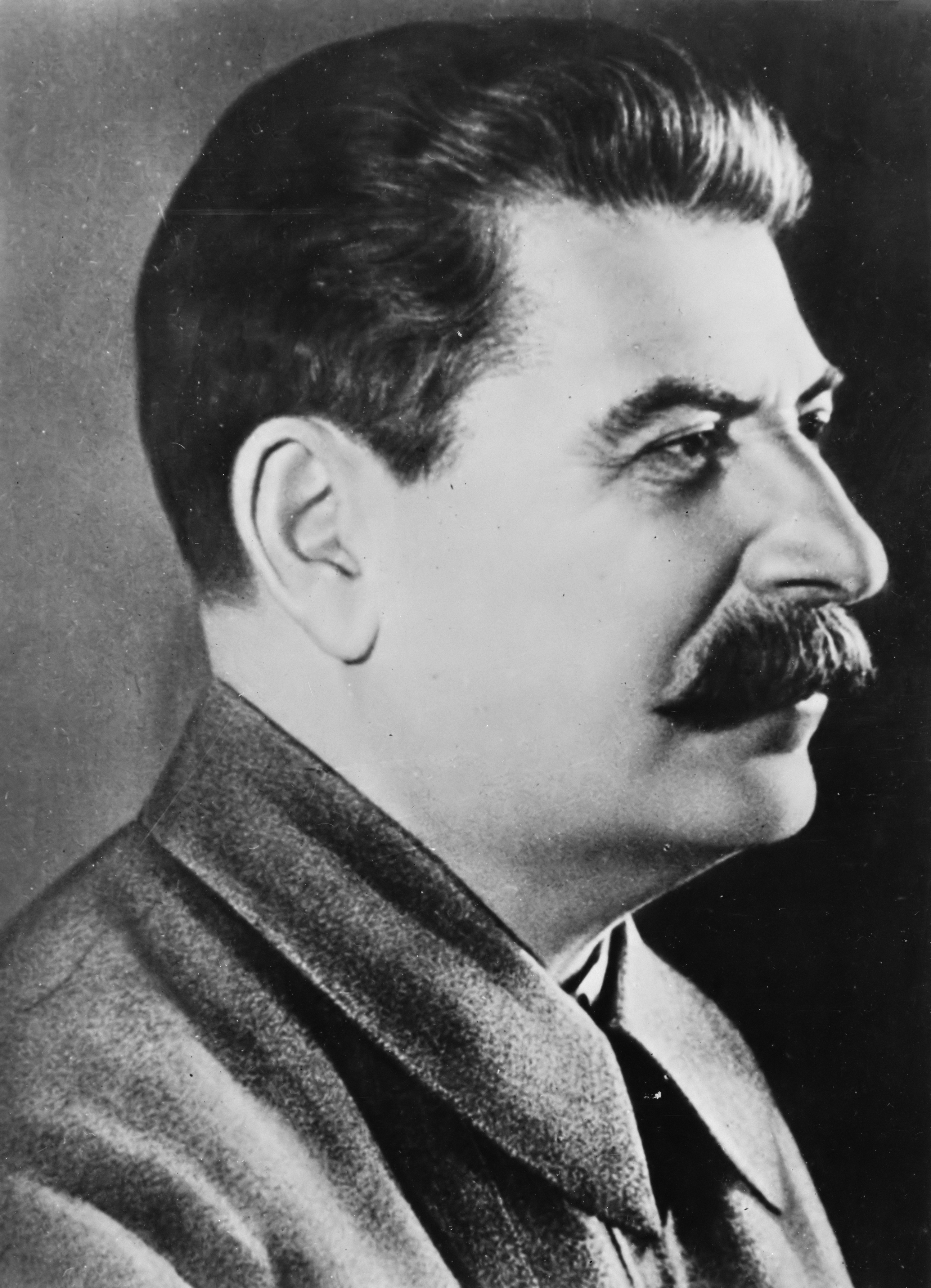
Jozef Stalin

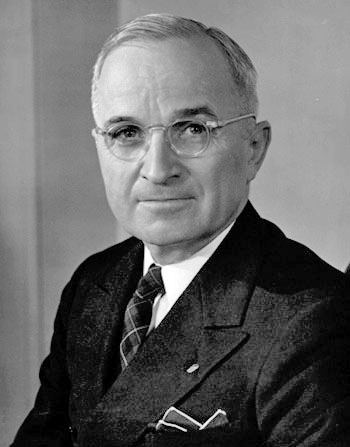
Harry S. Truman

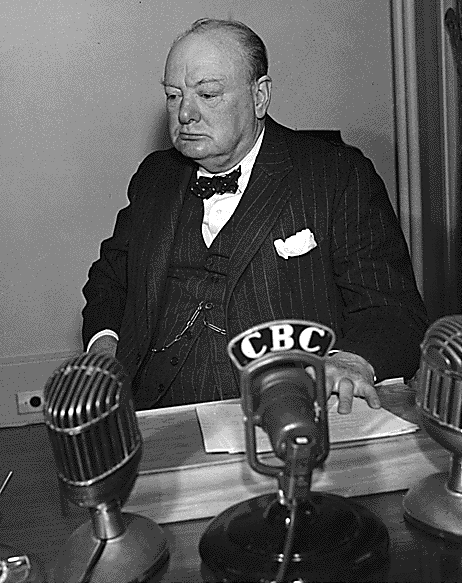
Winston Churchill

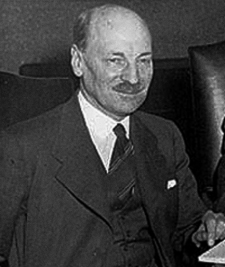
Clement Attlee

Het Akkoord van Potsdam was een overeenkomst die werd afgesloten op 1 augustus 1945 waarin de geallieerden afspraken hoe omgegaan zou worden met het Duitsland van na de Tweede Wereldoorlog. Het werd opgesteld tijdens de Conferentie van Potsdam (juli-augustus 1945) door de secretaris-generaal van de communistische partij van de Sovjet-Unie, Jozef Stalin, de president van de Verenigde Staten, Harry S. Truman, en de Britse premier Winston Churchill die gedurende de conferentie werd vervangen door Clement Attlee.

## Samenvatting

### I. Raad van Ministers
Er werd een raad gevormd van ministers uit de Sovjet-Unie, Frankrijk, de Verenigde Staten, Groot-Brittannië en China. De taak van deze raad was om vrede te sluiten met Italië, Roemenië, Bulgarije, Hongarije en Finland. Ook was het hun taak het verdelen van het door nazi-Duitsland veroverde grondgebied te regelen.

### II. De principes voor het regeren van Duitsland

#### A. Politieke principes
Alle personen binnen Duitsland zouden gelijk behandeld worden. Verder werd Duitsland volledig gedemilitariseerd en werden alle militaire organisaties binnen Duitsland opgeheven en alle nazi's verwijderd uit openbare beroepen.

#### B. Economische principes
Alle economische materialen (chemicaliën, grondstoffen etc.) die gebruikt kunnen worden voor het opbouwen van een leger komen onder geallieerd toezicht. Bij de opbouw van de economie van Duitsland ligt de nadruk op het laten opbloeien van de landbouw.

### III. Schadeloosstellingen door Duitsland
De Sovjet-Unie zal de herstelbetalingen innen uit het door de Sovjettroepen gecontroleerd gebied, en zal daaruit ook de Poolse claims betalen. In toevoeging daartoe zouden 15% van de fabrieken die gebruikt kunnen worden voor het maken van wapens etc. naar de Sovjetzone verscheept worden. De herstelbetalingen voor de Verenigde Staten, het Verenigd Koninkrijk en andere landen die recht hebben op herstelbetalingen zullen geheven worden uit het westelijke deel van Duitsland.

### IV. Beschikking over de Duitse marine en koopvaardij
Alle oppervlakteschepen, behalve die gezonken zijn en/of in reparatie zijn, zullen gelijkmatig verdeeld worden tussen de Verenigde Staten, de Sovjet-Unie en het Verenigd Koninkrijk. Het grootste gedeelte van de U-boten zal tot zinken gebracht worden en niet meer dan dertig exemplaren zullen verdeeld worden over de drie machten. De koopvaardijschepen zullen ook gelijkmatig verdeeld worden over de drie machten

### V. Koningsbergen en nabijgelegen gebied
De stad Koningsbergen werd geannexeerd door de Sovjet-Unie (later is de naam veranderd in Kaliningrad), de overige machten keurden dit goed.

### VI. Oorlogsmisdadigers
Hier werd meer verwezen naar gesprekken die gevoerd werden in Londen tussen de Verenigde Staten, het Verenigd Koninkrijk, de Sovjet-Unie en Frankrijk over hoe de misdadigers berecht zouden moeten worden. Dit zou later gebeuren bij de processen van Neurenberg.

### VII en VIII. Polen en Oostenrijk
In dit hoofdstuk staat beschreven dat Polen een zelfstandige staat wordt en dat Oostenrijk onder bestuur van een tijdelijke regering komt.
In de laatste hoofdstukken (IX t/m XXI) wordt geregeld hoe het met de kolonies van Duitsland zit en met verdere vredesonderhandelingen met andere landen (betreffende de oorlog).